# Kingdom Hearts: Chain of Memories
Kingdom Hearts: Chain of Memories es un videojuego japonés creado exclusivamente para Game Boy Advance por Square Enix (posteriormente rediseñado para PlayStation 2, y reeditado para PlayStation 3 en Kingdom Hearts HD 1.5 ReMIX). El juego retoma la historia donde acaba Kingdom Hearts para PlayStation 2 y los primeros 50-60 días de Kingdom Hearts 358/2 Days. Su secuela inmediata es Kingdom Hearts II.
En abril de 2007 se lanzó en el territorio japonés una versión para la plataforma PlayStation 2 totalmente rediseñado en gráficos 3D, bajo el título de Kingdom Hearts Re:Chain of Memories como extra de Kingdom Hearts II Final Mix+, lanzándose también en diciembre de 2008 en el territorio estadounidense y canadiense totalmente doblado en inglés por los actores originales de la serie y algunos nuevos como Keith Ferguson como un juego aparte, con extras como el Modo Teatro y escenas clave añadidas para el mejor entendimiento de la trama.

## Historia
Sora, Goofy y Donald continúan su aventura para rescatar a Riku y al Rey Mickey. De repente, se encuentran con una triple bifurcación. Se paran a dormir allí hasta que, más tarde, ya de noche, Sora aún despierto encuentra a un encapuchado, que parece ser el malvado del juego. Este le dice a Sora: "Más adelante encontrarás algo que buscas, mas deberás perder algo querido para encontrarlo". Tras esto, el encapuchado desaparece dejando a Sora solo. Al desaparecer las tres bifurcaciones pasan a ser un solo camino.
Tras terminar de recorrer el camino, llegan a un castillo, llamado el Castillo del Olvido. Este plantea un problema, ya que, como su nombre indica, en dicho lugar se pierde la memoria. Sora y sus amigos deberán llegar al final de todo, encontrando algo importante, pero perdiendo algo querido. Ese es el argumento principal de la historia.
A medida que Sora y compañía avanzan en el Castillo del Olvido, Sora recuerda a alguien: Naminé, una joven de pelo rubio que compartió infancia con Sora y Riku en Islas Destino. A la par que recuerda más y más sobre esta muchacha, Sora olvida más y más a su apreciada Kairi. Enfrentándose a sus recuerdos, Sora deberá derrotar a los Incorpóreos, unos misteriosos seres con aspecto humano ataviados con una túnica negra.
Estos Incorpóreos se hacen llamar a sí mismos «La Organización», cuyo fin primordial es llegar a controlar a Sora, convertirlo en su marioneta, ya que el elegido de la llave espada puede servir tanto para el bien como para el mal. Para esto utilizan a Naminé una bruja capaz de alterar los recuerdos de las personas e implantar otros falsos, como si se tratasen de cadenas. Los recuerdos están todos enlazados por eslabones, así si recuerdas algo, éste recuerdo lleva a otro y así sucesivamente. Naminé rompe las cadenas de memorias y añade recuerdos falsos.
Después de derrotar a los miembros de la Organización (Axel, Vexen y Larxene), Sora ha perdido absolutamente todos sus recuerdos, y lo único que recuerda es su amistad con Naminé, y la promesa que le hizo de pequeño de que siempre la protegería. Ésta le cuenta la verdad a Sora y como todos esos recuerdos hacia ella son falsos, y como la Organización la había obligado a hacerlo.
Sora la disculpa y Naminé le explica que puede recuperar sus recuerdos, olvidando los que ha vivido en esta aventura en el Castillo del Olvido o quedarse con los recuerdos que tiene de ahora y olvidar los demás, ya que tiene que unir los eslabones de la memoria real y dejar los falsos fuera. Sora elige recuperar sus recuerdos, pero le comenta a Naminé que nunca olvidará su falsa promesa, porque arraigó en su corazón. Naminé explica que, aunque los recuerdos se olviden, nunca se pierden, quedan atrapados en la oscuridad del corazón y que si busca en su corazón llegará a recordarla algún día. Tras esto, la bruja lo lleva hasta el nivel 13, donde Sora tendrá que dormir en una cápsula para poder recuperar sus verdaderos recuerdos, proceso que tardará tiempo en completarse.
Después de estos hechos comenzaría Kingdom Hearts II con el despertar de Sora.

### Kingdom Hearts Chain of Memories(Reverse/Rebirth)
Aquí se juega con un personaje oscuro, Riku. La historia comienza en el mundo de la oscuridad donde Riku consigue escapar gracias al naipe que nos da alguien.
Al final se descubre que ese alguien es Ansem. Después de eso, Riku se encuentra con Maléfica, bruja que le engañó en Kingdom Hearts. Sin embargo, esta Maléfica no es real, porque al sitio donde Riku es transportado es el Castillo del Olvido. Le explica que solo verá seres oscuros, ya que es sólo oscuridad lo que alberga su corazón.
Riku se niega a creerle y se enfrentará a todos los seres oscuros. Escapa del Mundo de la Oscuridad y aparece misteriosamente en los sótanos del Castillo del Olvido, según Vexen porque su existencia concuerda con la del otro héroe: Sora.
Mientras que Sora asciende hasta el piso 13, Riku comienza en el sótano, hasta llegar a la salida del castillo. Al igual que paso con Sora, los miembros de una misteriosa organización buscan la manera de controlar sus poderes gracias a la oscuridad de su corazón. El propio Ansem intenta volver a poseer a Riku, lo que le provoca un gran miedo a la oscuridad. DiZ es otro personaje que aparece, aunque no son muy claras sus intenciones, parece querer algo de Riku.
Siempre que Riku tiene problemas, especialmente con Ansem, aparece una luz que le ayuda. Se trata del Rey Mickey. Finalmente Naminé, disfrazada de Kairi, ayuda a Riku a darse cuenta de que no debe temer a la oscuridad de su corazón.
Cuando vuelve a encontrarse con Naminé, esta le ofrece la oportunidad de sellar el capítulo de Ansem para siempre. No obstante, Riku prefiere enfrentarse a él y lo vence finalmente, aunque al parecer no totalmente.

## Sistema de batalla
El sistema de batalla es bastante peculiar, basándose en el uso de naipes y una jugabilidad en tiempo real. Dependiendo del número que tenga ese naipe o combinación de estos contra los del oponentes, puedes atacar o bloquear ataques enemigos. Las invocaciones, los aliados y la magia funcionan con el mismo sistema. La batalla es en tiempo real. Los ataques especiales se efectúan combinando diferentes naipes con características únicas. Además, al completar el juego, se desbloquea el modo Revirse/Rebirth, tomando el papel de Riku.

## Desarrollo
Selva Profunda, mundo de la película Tarzán, no apareció en el juego por razones de licencia, siendo el único mundo de los que Sora visita en el juego anterior que no aparece.
El director de la saga, Tetsuya Nomura, dijo en una entrevista que originalmente el juego iba a llamarse Kingdom Hearts: Lost Memories pero cambiaron a último minuto porque Chain of Memories sonaba mejor. Esta entrevista puede leerse en el libro Kingdom Hearts Another Report vendido con el pack Kingdom Hearts II Final Mix+.